# 歌川国忠
歌川 国忠（うたがわ くにただ、生没年不詳）とは、江戸時代の浮世絵師。

## 来歴
初代歌川豊国の門人。歌川の画姓を称し作画期は文化頃とされる。『浮世絵編年史』と『増訂浮世絵』によれば、文政11年（1828年）建立の豊国先生瘞筆之碑に「国忠」の名が見られるが、作や経歴については不明。